# 蓖麻
蓖麻是一種大戟科植物，是蓖麻属（Ricinus）下的唯一物種。

## 形态
蓖麻是一年或多年生草本植物。全株很光滑，上被蜡粉，通常呈绿色、青灰色或紫红色；茎圆形中空，有分枝；叶互生较大，掌状分裂；圆锥花序，单性花无花瓣，雌花着生在花序的上部，淡红色花柱，雄花在花序的下部，淡黄色；蒴果有刺或无刺；椭圆形种子，种皮硬，有光泽并有黑、白、棕色斑纹。

## 习性
喜高温，不耐霜，酸碱适应性强，在中国广为栽培。

## 用途
蓖麻的種子可用來榨取蓖麻油，其中富含三酸甘油酯。除此之外，種子中還存有一種稱為蓖麻毒的毒素，可從生產蓖麻子油所遺留的廢物中萃取出來。蓖麻的整个植株都有一定的经济价值。蓖麻茎皮含有麻纤维，是生产绳索、纸张和板材的原料。因蓖麻秆中含有蓖麻碱和毒蛋白，不会藏有虫卵和害虫。蓖麻叶可饲养蓖麻蚕，蓖麻蚕丝是优良的轻纺材料。蓖麻油粕经脱毒处理后，是优质的蛋白质饲料，也可以用作肥料及活性炭的生产原料。

## 图片

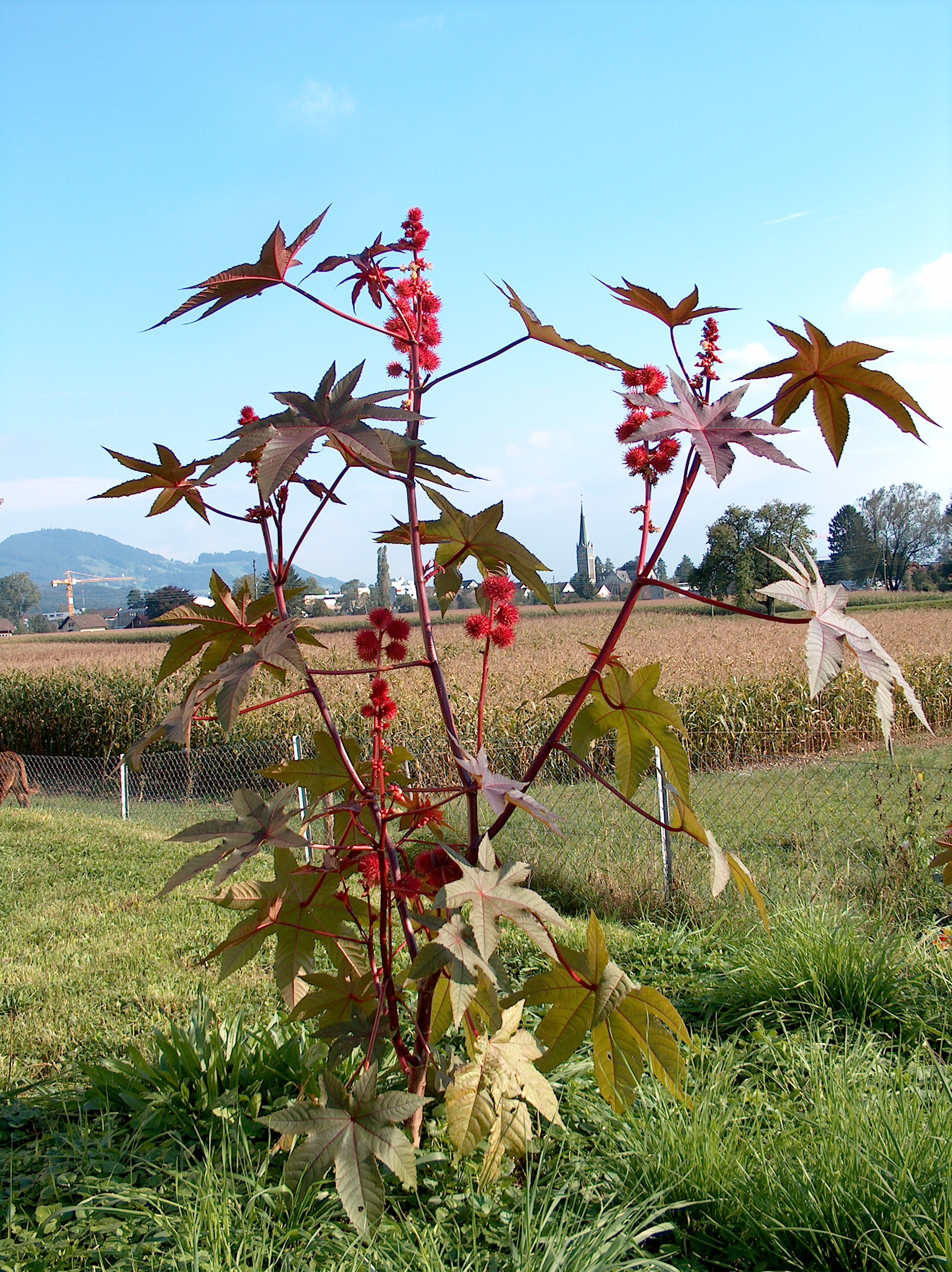
植株
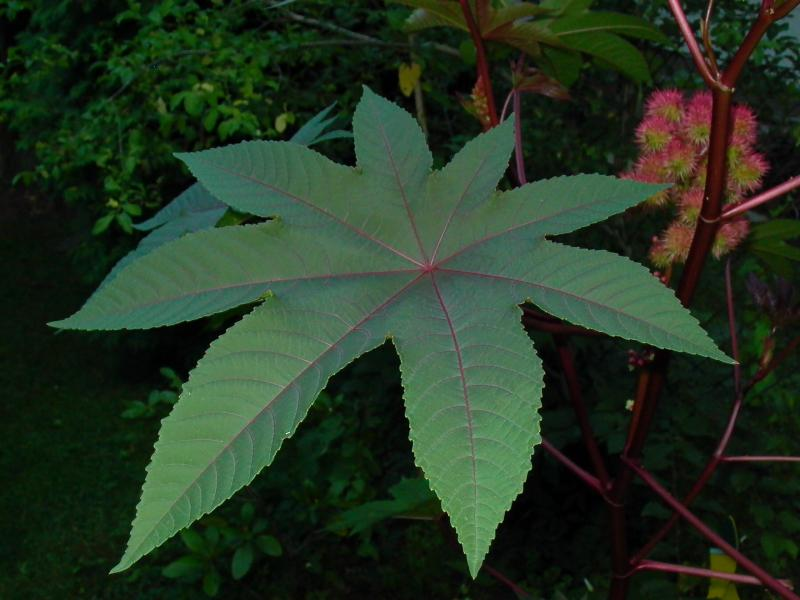
葉
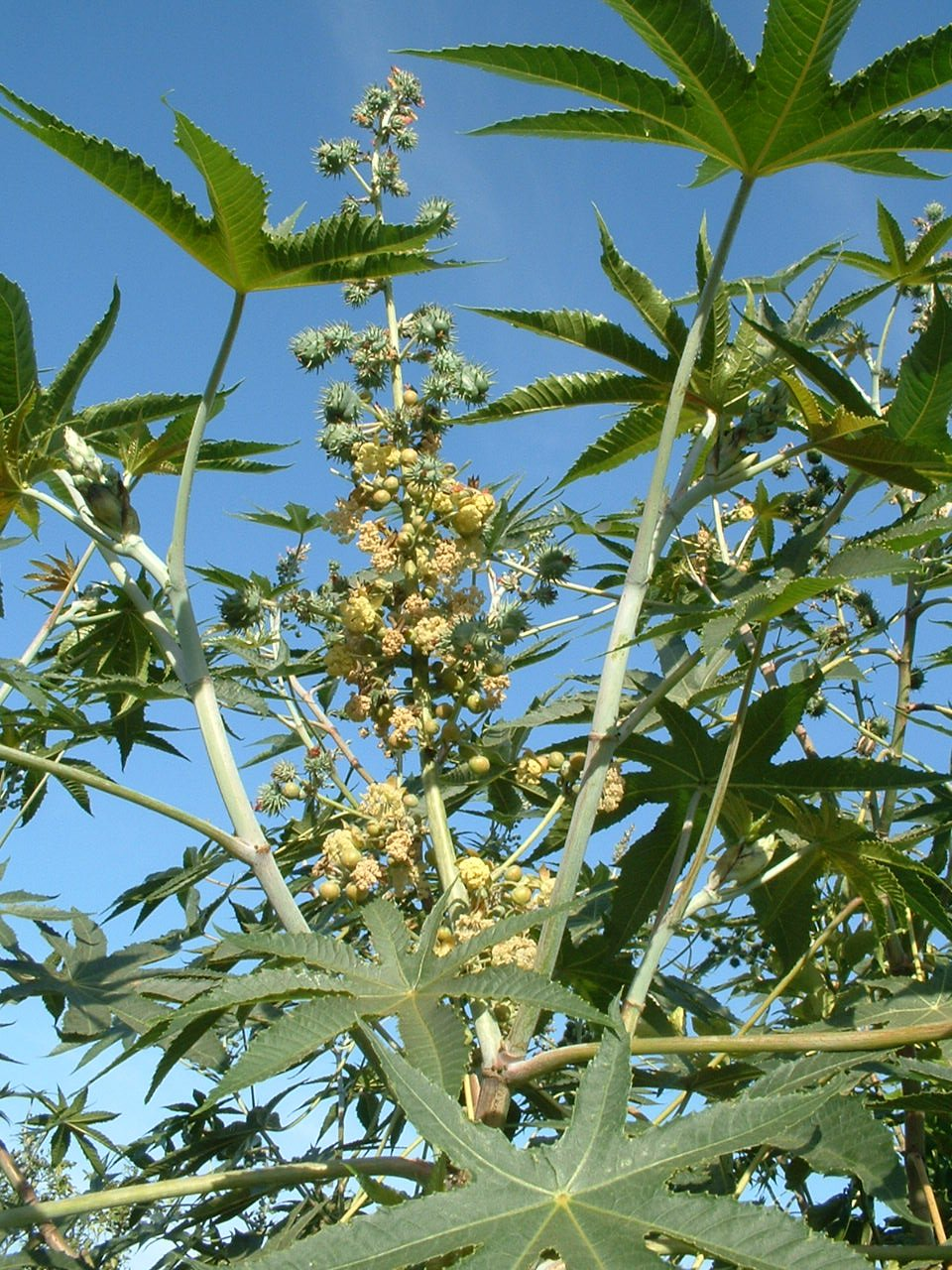
蓖麻的花與幼果
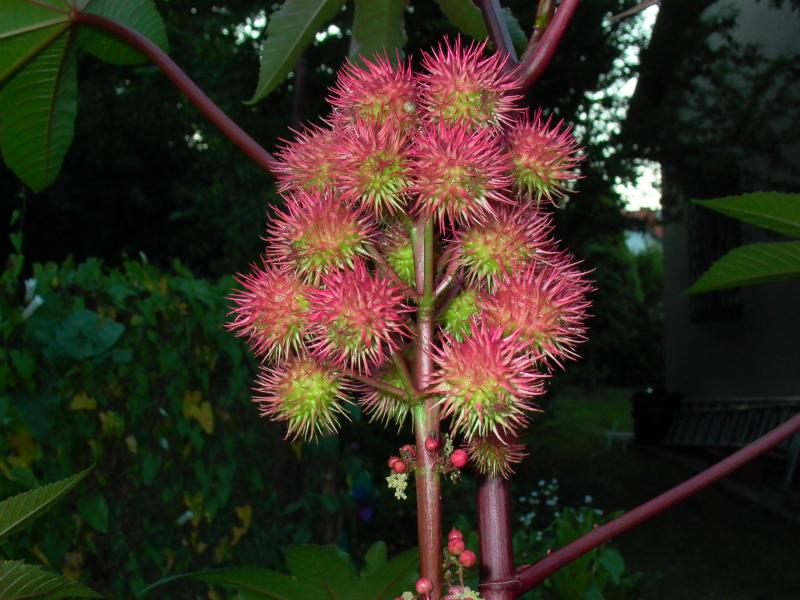
蒴果
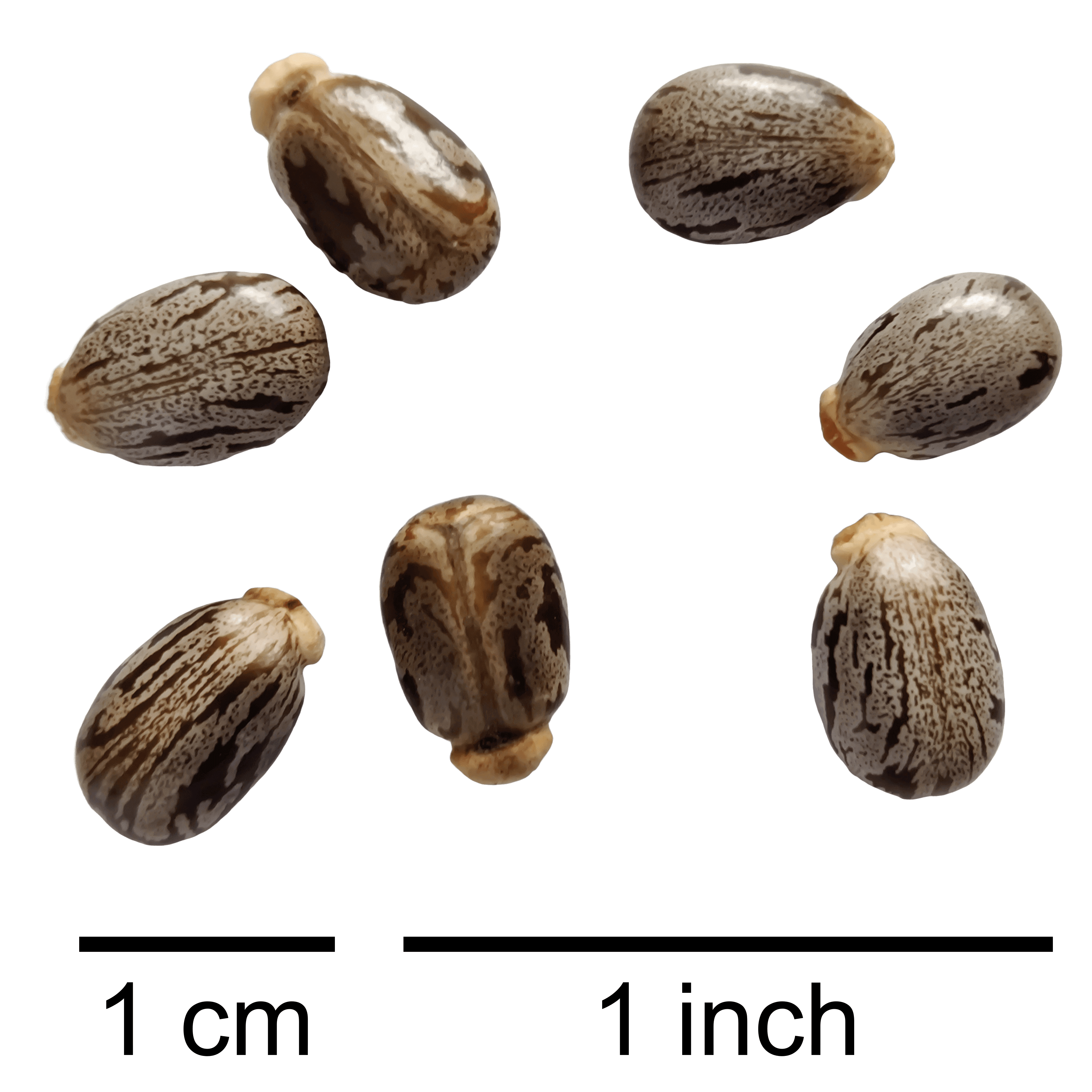
蓖麻籽

## 延伸閱讀
- Everitt, J.H.; Lonard, R.L.; Little, C.R. . Lubbock: Texas Tech University Press. 2007. ISBN 0-89672-614-2.

## 外部連結
- Ricinus communis L. （页面存档备份，存于） at Purdue University
- Castor beans （页面存档备份，存于） at Purdue University
- Ricinus communis (castor bean) at Cornell University
- 蓖麻 Bima （页面存档备份，存于） 藥用植物圖像數據庫 (香港浸會大學中醫藥學院) （中文）（英文）
- 蓖麻子 中藥材圖像數據庫  (香港浸會大學中醫藥學院) （中文）（英文）
- 蓖麻子 Bi Ma Zi （页面存档备份，存于） 中藥標本數據庫 (香港浸會大學中醫藥學院) （繁體中文）（英文）
- 蓖麻的用途与毒性 （页面存档备份，存于）